# Dissimilation (biologi)
Dissimilation är nedbrytning och förbrukning av en organisms egen kroppssubstans för att klara den egna energiförsörjningen. Växter, alger och fotoautotrofa bakterier använder detta på nätterna, då de i brist på solenergi inte har någon möjlighet till assimilation. Till skillnad från assimilationen är restprodukterna från dissimilation inte druvsocker och syre, utan vatten och koldioxid, enligt följande:
C6H12O6 + 6O2 → 6H2O + 6CO2
Dissimilation används också av heterotrofa organismer. Då utnyttjas energireserver som består av material från bytesdjur, värdväxter och liknande.